# Tina Brooks
Harold Floyd Brooks, detto Tina (Fayetteville, 7 giugno 1932 – New York, 13 agosto 1974), è stato un sassofonista e compositore statunitense.

## Biografia
Nato in Carolina del Nord, aveva un fratello, Bubba Brooks, anch'egli sassofonista jazz.
Nel 1944 si è trasferito con la famiglia a New York. Negli anni '50 ha lavorato con il vibrafonista Lionel Hampton. Nello stesso periodo e nei primissimi anni '60, come sideman, collabora con molti artisti della scena hard bop quali Freddie Hubbard, Kenny Burrell, Freddie Redd e Jimmy Smith. Nel 1958 firma un contratto discografico con la Blue Note Records.
Brooks non ha eseguito alcuna registrazione dopo il 1961.
È morto a 42 anni, nel 1974, a causa dell'abuso di sostanze stupefacenti.

## Discografia

### Album solista
- 1960 - True Blue (Blue Note Records, BLP 4041)
- 1980 - Street Singer (Blue Note Records, GXF 3067) con Jackie McLean, registrato nel 1960
- 1980 - Minor Move (Blue Note Records, GXF 3072) registrato nel 1960
- 1990 - Back to the Tracks (Blue Note Records, BST 84052) registrato nel 1960
- 1999 - The Waiting Game (Blue Note Records, TOCJ-66075) registrato nel 1961

### Altri album
- 1958 - The Sermon! con Jimmy Smith
- 1958 - House Party con Jimmy Smith
- 1958 - Cool Blues con Jimmy Smith
- 1958 - Blue Lights Volume 1 con Kenny Burrell
- 1958 - Blue Lights Volume 2 con Kenny Burrell
- 1959 - On View at the Five Spot Cafe con Kenny Burrell
- 1960 - Street Singer con Jackie McLean
- 1960 - The Music from the Connection con Howard McGhee
- 1960 - Open Sesame con Freddie Hubbard
- 1960 - Jackie's Bag con Jackie McLean
- 1960 - Shades of Redd con Freddie Redd
- 1961 - Redd's Blues con Freddie Redd